# Liste der portugiesischen Botschafter in Äthiopien
Die Liste der portugiesischen Botschafter in Äthiopien listet die Botschafter der Republik Portugal in Äthiopien auf. Die Länder unterhalten seit 1959 direkte diplomatische Beziehungen, die nach dem Abbruch 1963 erst 1984 wiederaufgenommen wurden, und die auf die ersten Beziehungen beider Länder ab 1493 zurückgehen.
Der erste Botschafter Portugals akkreditierte sich 1959 in der äthiopischen Hauptstadt Addis Abeba. Die portugiesische Legation dort wurde 1960 zur vollen Botschaft erhoben. 1963 wurde sie wieder geschlossen, nach Abbruch der Beziehungen in Folge der Portugiesischen Kolonialkriege. Nach der Wiederaufnahme der Beziehungen 1984 wurde zunächst der portugiesische Vertreter in Kenia in Äthiopien zweitakkreditiert, bis zur Eröffnung der portugiesischen Botschaft in Addis Abeba 2002.

## Missionschefs
| Name                                       | Bild      | Amtszeit                               | Anmerkungen                                                                              |
| Äthiopien                                  | Äthiopien | Äthiopien                              | Äthiopien                                                                                |
| ------------------------------------------ | --------- | -------------------------------------- | ---------------------------------------------------------------------------------------- |
| Pêro da Covilhã                            |           | 1493–1530                              | Diplomat mit unbekanntem Status                                                          |
| Armando de Castro e Abreu                  |           | 1959 –13. April 1960                   | Ministro Plenipotenciário, am 6. Januar 1959 akkreditiert                                |
| Armando de Castro e Abreu                  |           | 13. April 1960 –5. September 1961      | Botschafter nach Erhebung der Legation zur Botschaft, am 13. April 1960 neu akkreditiert |
| Martim Machado de Faria e Maya Júnior      |           | 14. September 1961 –26. Juli 1963      | Botschafter, am 22. September 1961 akkreditiert                                          |
| Afonso de Castro de Sá Pereira             |           | ab 1986                                | Botschafter mit Amtssitz Nairobi, am 2. Juni 1986 in Addis Abeba akkreditiert            |
| José Caetano Andrade Costa Pereira         |           | ab 1996                                | Botschafter mit Amtssitz Nairobi, am 26. November 1996 in Addis Abeba akkreditiert       |
| José Manuel de Carvalho Lameiras           |           | ab 1999                                | Botschafter mit Amtssitz Nairobi, 1999 in Addis Abeba akkreditiert                       |
| Luís Filipe de Mendonça Cristina de Barros |           | 23. Mai 2002 –4. Juli 2006             | Botschafter mit Amtssitz Addis Abeba (Neueröffnung)                                      |
| Fernando da Silva Gouveia Coelho           |           | 5. Juli 2006 –26. Dezember 2006        | Übergangs-Geschäftsträger am Amtssitz Addis Abeba                                        |
| Vera Maria Fernandes                       |           | 27. Dezember 2006 –19. Februar 2011    | Botschafterin mit Amtssitz Addis Abeba                                                   |
| António Luís Peixoto Cotrim                |           | 11. September 2011 –18. September 2015 | Botschafter mit Amtssitz Addis Abeba, am 14. Oktober 2011 akkreditiert                   |
| Afonso Henriques Abreu de Azeredo Malheiro |           | 2015 –15. Dezember 2017                | Botschafter mit Amtssitz Addis Abeba, am 21. September 2015 akkreditiert                 |
| Helena Maria Rodrigues Fernandes Malcata   |           | seit 22. Januar 2018                   | Botschafterin mit Amtssitz Addis Abeba, am 1. März 2018 akkreditiert                     |